# Hippolyte (soldat romain)
Pour les articles homonymes, voir Hippolyte.
 (novembre 2017).
Si vous disposez d'ouvrages ou d'articles de référence ou si vous connaissez des sites web de qualité traitant du thème abordé ici, merci de compléter l'article en donnant les références utiles à sa vérifiabilité et en les liant à la section « Notes et références ».
Saint Hippolyte est un romain du IIIe siècle, officier de la garde du corps de l'empereur Dèce, qui fut chargé de la surveillance en prison du diacre saint Laurent. Édifié par la conduite de ce dernier, il se convertit au christianisme et fut baptisé par Laurent avec les dix-neuf personnes de sa maison. À son tour, il fut martyrisé à cause de sa foi en 258, à Rome.

## Martyre d'Hippolyte
La tradition rapporte qu'après le martyre de Laurent, Hippolyte alla l'enterrer secrètement dans la propriété de la veuve Kyriaquie, en compagnie du prêtre Justin (Justinus). Il fut dénoncé et bientôt arrêté, mais un ange vint le délivrer et le transporta dans sa maison, où il fit de touchants adieux à ses parents et à ses serviteurs, et leur offrit un festin. Ils se trouvaient tous attablés quand les soldats surgirent et s'emparèrent à nouveau de lui pour le conduire devant l'empereur Valérien. Espérant vaincre sa résolution, l'empereur le fit revêtir de ses ornements militaires et lui promit de plus grands honneurs encore. Mais Hippolyte resta inflexible et déclara qu'il ne souhaitait plus qu'un seul honneur : celui de servir dans la milice du Christ. 
Flagellé avec des chaînes portant à leurs extrémités des crochets, il fut ensuite attaché à des chevaux sauvages qui le traînèrent sur une longue distance. Il ne survécut pas à ce traitement, et mourut, précédé de peu par sa nourrice, Concordia, et les gens de sa maison qu'il avait convertis. On raconte que, sept jours après son martyre, saint Hippolyte apparut à Valérien et à son fils qui se rendaient à l'amphithéâtre et qu'il les châtia avec des chaînes de feu invisibles.

## Dévotions

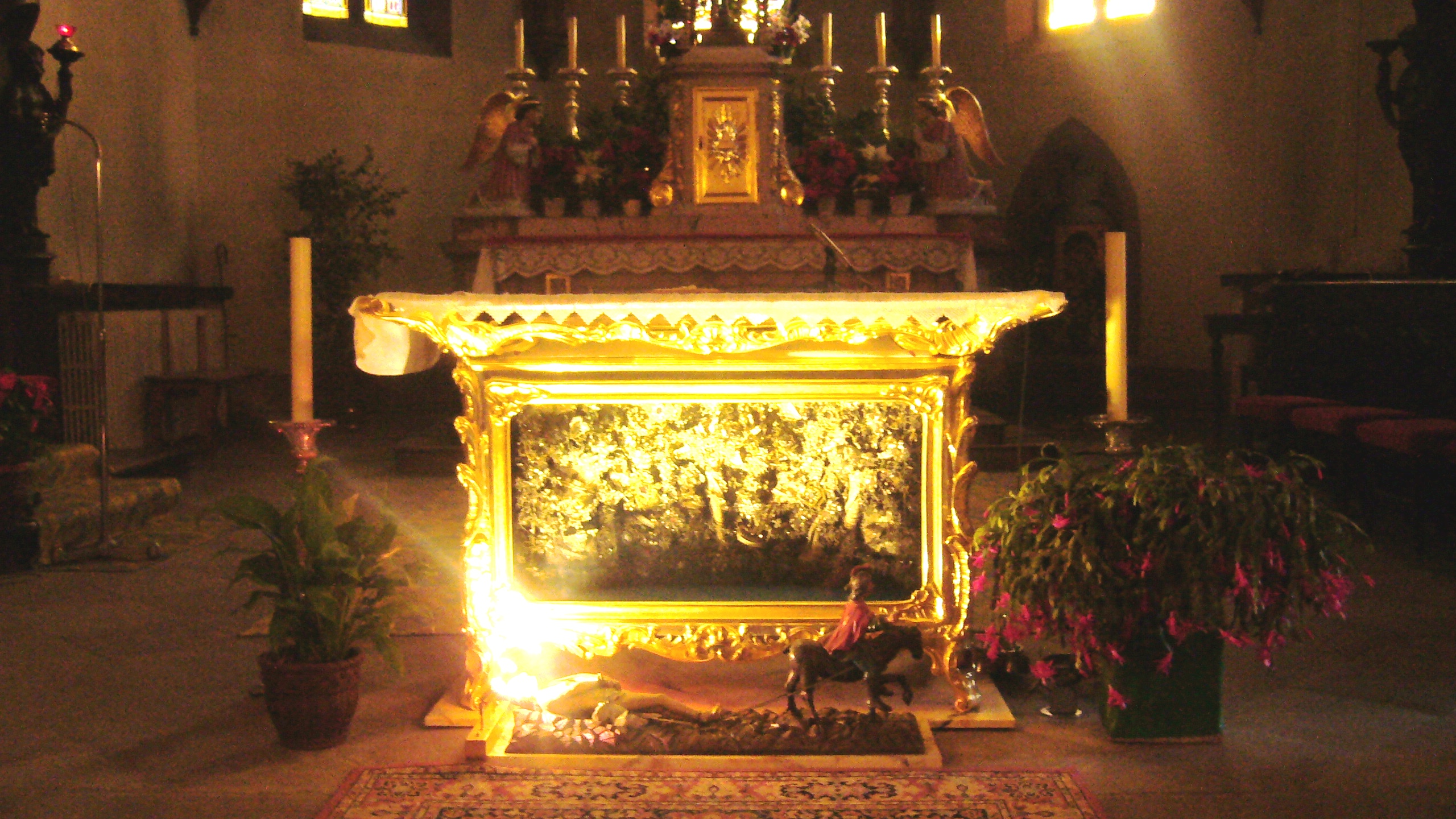
Reliques du saint à l'église Saint-Hippolyte de Saint-Hippolyte dans le Haut-Rhin.

On peut le fêter le 13 août, jour associé à saint Hippolyte de Rome, et lui adresser des prières pour le développement de la force physique. Il est saint patron des gardiens de prison, ainsi que protecteur des chevaux. 
C'est en son honneur que fut construite à Paris, sans doute sous Robert le Pieux, l'église Saint-Hippolyte pour honorer les reliques que Fulrad, abbé de Saint-Denis avait rapportées de Rome en 713. On trouve la première mention de cette chapelle (élevée au rang de paroisse, sous la dépendance du chapitre de Saint-Marcel, au début du XIIIe siècle) dans une bulle pontificale datée de 1158. Cette église fut reconstruite au XVe siècle.